# Lijst van beschermd erfgoed in Hastière
Onderstaande tabel geeft een overzicht van de beschermde erfgoederen in de gemeente Hastière. Het beschermd erfgoed maakt deel uit van het cultureel erfgoed in België.
| Object | Bouwjaar/architect | Deelgemeente | Adres                                                                               | Coördinaten                   | Nummer?                | Afbeelding |
| --- | ------------------ | ------------ | ----------------------------------------------------------------------------------- | ----------------------------- | ---------------------- | --- |
| Kerk Saint-Pierre |                    |              |                                                                                     | 50° 12' 54" NB, 4° 49' 37" OL | 91142-CLT-0001-01 Info | Kerk Saint-Pierre |
| Watermolen |                    |              | rue Larifosse, n°17 (M) et ensemble formé par ce moulin et ses abords immédiats (S) | 50° 13' 6" NB, 4° 49' 28" OL  | 91142-CLT-0002-01 Info | |
| Kasteel van Freÿr en bijgebouwen en ensemble van kasteel, bijgebouwen, gehele domein en directe omgeving                                                        |                    |              |                                                                                     | 50° 13' 35" NB, 4° 53' 20" OL | 91142-CLT-0008-01 Info | Kasteel van Freÿr en bijgebouwen en ensemble van kasteel, bijgebouwen, gehele domein en directe omgeving                                                        |
| Klassieke tuin van de tweede helft van de 18e eeuw met zijn toegangslaan, waaronder 33 sinaasappelbomen met een leeftijd van 300 jaar, en de bron van Rochettes |                    |              |                                                                                     | 50° 13' 40" NB, 4° 53' 13" OL | 91142-CLT-0009-01 Info | Klassieke tuin van de tweede helft van de 18e eeuw met zijn toegangslaan, waaronder 33 sinaasappelbomen met een leeftijd van 300 jaar, en de bron van Rochettes |
| Rochers de Pauquys |                    |              |                                                                                     | 50° 12' 49" NB, 4° 51' 55" OL | 91142-CLT-0010-01 Info | |
| Site van "la Ranle", "les Traillis" en "les Crétiats" |                    |              |                                                                                     | 50° 12' 26" NB, 4° 52' 53" OL | 91142-CLT-0011-01 Info | Site van "la Ranle", "les Traillis" en "les Crétiats" |
| Pastorie Saint-Michel: gevels, daken en omsluitende tuinmuur |                    |              | rue du Charreau, n°134                                                              | 50° 12' 18" NB, 4° 51' 52" OL | 91142-CLT-0012-01 Info | |
| Kasteel van Halloy, oude abdij: gevels en daken, en ensemble van kasteel met zijn omgeving                                                                      |                    |              |                                                                                     | 50° 12' 24" NB, 4° 52' 1" OL  | 91142-CLT-0013-01 Info | Kasteel van Halloy, oude abdij: gevels en daken, en ensemble van kasteel met zijn omgeving                                                                      |
| Rochers du Moniat |                    |              |                                                                                     | 50° 14' 33" NB, 4° 53' 15" OL | 91142-CLT-0014-01 Info | |
| Kasteel Freyr en bijgebouwen en ensemble van kasteel, bijgebouwen, gehele domein en directe omgeving                                                            |                    |              |                                                                                     | 50° 13' 35" NB, 4° 53' 20" OL | 91142-PEX-0001-01 Info | Kasteel Freyr en bijgebouwen en ensemble van kasteel, bijgebouwen, gehele domein en directe omgeving                                                            |
| Klassieke tuin van het kasteel van Freyr |                    |              |                                                                                     | 50° 13' 40" NB, 4° 53' 13" OL | 91142-PEX-0002-01 Info | Klassieke tuin van het kasteel van Freyr |